# Văn hóa khảo cổ
Văn hóa khảo cổ là một tập hợp các di vật định kỳ từ một thời gian và địa điểm cụ thể có thể tạo thành văn hóa vật chất của một xã hội loài người cụ thể trong quá khứ. Sự kết nối giữa các cổ vật dựa trên sự hiểu biết và giải thích của các nhà khảo cổ và không nhất thiết liên quan đến các nhóm người thực sự trong quá khứ. Khái niệm văn hóa khảo cổ là nền tảng cho khảo cổ học văn hóa - lịch sử.

## Ý tưởng
Các nhóm văn hóa khác nhau có các mục văn hóa vật chất khác nhau cả về chức năng và thẩm mỹ do thực tiễn văn hóa và xã hội khác nhau. Khái niệm này là đúng sự thật trên quy mô rộng nhất. Ví dụ, thiết bị liên quan đến pha trà rất khác nhau trên toàn thế giới. Quan hệ xã hội với văn hóa vật chất thường bao gồm các khái niệm về bản sắc và địa vị.
Những người ủng hộ khảo cổ học văn hóa - lịch sử sử dụng khái niệm này để lập luận rằng các bộ văn hóa vật chất có thể được sử dụng để truy tìm các nhóm người cổ đại có thể tự nhận dạng xã hội hoặc các nhóm dân tộc. Định nghĩa kinh điển của ý tưởng này xuất phát từ Gordon Childe:
Khái niệm về một nền văn hóa khảo cổ học là rất quan trọng để liên kết các địa hình phân tích các bằng chứng khảo cổ cho rằng cơ chế cố gắng giải thích lý do tại sao họ thay đổi qua thời gian. Các giải thích chính được các nhà sử học văn hóa ưa chuộng là sự phổ biến các hình thức từ nhóm này sang nhóm khác hoặc sự di cư của chính các dân tộc. Một ví dụ đơn giản về quy trình có thể là nếu một loại gốm có tay cầm rất giống với loại lân cận nhưng trang trí tương tự như hàng xóm khác, ý tưởng về hai tính năng có thể đã lan tỏa từ các nước láng giềng. Ngược lại, nếu một loại gốm đột nhiên thay thế sự đa dạng lớn của các loại gốm trong toàn bộ khu vực, thì đó có thể được hiểu là một nhóm mới đã di cư đến, và mang theo phong cách mới này.
Các nền văn hóa khảo cổ nói chung được đánh đồng với các 'dân tộc' (dân tộc hoặc chủng tộc) riêng biệt dẫn đến một số trường hợp dân tộc chủ nghĩa khác biệt đối với khảo cổ học.
Hầu hết các nền văn hóa khảo cổ được đặt tên theo loại hình tạo tác hoặc loại trang web xác định văn hóa. Ví dụ, các nền văn hóa có thể được đặt tên theo các loại đồ gốm như Văn hóa gốm tuyến tính hoặc văn hóa cốc phễu. Thường xuyên hơn, chúng được đặt tên theo địa điểm mà tại đó văn hóa được xác định đầu tiên như văn hóa Halstatt hoặc văn hóa Clovis.